# Abubacarr Gaye
Abubacarr Gaye (auch Abubakarr Gaye; * 26. September 1951 in Barra; † 2. Dezember 2010 in Banjul) war ein gambischer Politiker und bis zu seinem Tod amtierender Minister für Gesundheit und Soziales (englisch Minister of Health and Social Welfare).

## Leben
Gaye wurde von 1960 bis 1965 an der Maburaka High School in Sierra Leone unterrichtet. Von 1967 bis 1968 erwarb er eine Ausbildung in Russisch, Mathematik, Physik, Biologie, Chemie, Wirtschaft und Geschichte an der Russischen Universität der Völkerfreundschaft Patrice Lumumba in Moskau. Auf derselben Universität promovierte Gaye bis 1973 in Allgemeinmedizin.
Seine berufliche Karriere startete Gaye 1974 im Gesundheitsministerium von Sierra Leone. 1977 wechselte er als medizinischer Mitarbeiter ins Basse Hospital von Basse Santa Su. 1979 erfolgte der Wechsel als Chefarzt zum Bansang Hospital von Bansang; dort verblieb er bis 1981. Anschließend war er als selbständig arbeitender, ländlicher medizinischer Dienstleister  bis 1997 in Barra tätig. Eine Anstellung im Ahmadiyah Hospital folgte bis 2004. Bis 2009 war er wieder in Barra selbständig tätig.
Am 30. Oktober 2009 wurde Gaye von Präsident Yahya Jammeh als Minister für Gesundheit und Soziales ins gambische Kabinett berufen und wurde dabei der Nachfolger von Mariatou Jallow.
Gaye starb im Dezember 2010 im Royal Victoria Teaching Hospital (RVTH).